# 達拉斯·布萊登
達拉斯·李·布萊登（英語：Dallas Lee Braden，1983年8月13日—），為前美國職棒大聯盟的投手，生涯皆效力於奧克蘭運動家。布萊登的身高185公分，體重84公斤，是一名左投左打的選手。
2010年5月9日，布萊登投出大聯盟史上第19場完全比賽。不過他在2011年就飽受肩傷困擾，最終在2014年退休。

## 職業生涯

### 奧克蘭運動家

#### 2007年
布萊登在2A先發一場比賽後就升上3A，4月23日，球隊因為理查·哈登受傷而拉上布萊登。4月24日，他先發面對金鶯隊拿下大聯盟首勝。不過他整季只拿下1勝8敗。

#### 2008年
這年布萊登只在大聯盟出賽19場比賽，防禦率4.14。

#### 2009年
布萊登在這年擔任開幕戰先發，但他面對道奇隊先發6局失3分吞敗。整季他先發22場比賽，拿下8勝9敗，防禦率3.89。

#### 2010年
4月6日，布萊登主投7局送出10次三振失1分。但球隊仍在延長賽贏球。4月22日，洋基隊的艾力士·羅德里奎茲在跑回休息室的路上穿越了投手丘，布萊登認為此舉違反潛規則而感到不滿。他甚至在局數更換的途中怒嗆羅德里奎茲。
完全比賽
5月9日，布萊登在母親節當天面對光芒隊投出大聯盟史上第19場完全比賽。布萊登整場比賽花了109顆球，並和捕手朗登·波威爾搭檔完成了整場比賽。10年後，布萊登坦承他那天其實是以宿醉的狀態來投出完全比賽。
2010年，布萊登投出11勝14敗，包含5次完投與2場完封。

#### 2011年
這年布萊登只先發3場比賽，拿下1勝1敗，防禦率3.00。後來他因為肩膀感到不適而去檢查，最後發現左肩關節囊撕裂而進行手術，導致剩餘球季報銷。

### 退休
2011年12月13日，布萊登和運動家簽下1年合約。但他在2012年8月21日又再次進行手術治療旋轉肌袖，這個手術也導致他在2013年上半季球威下滑。球季結束後，布萊登成為自由球員。最後他在2014年1月14日宣布退休。

## 個人生活
布萊登曾為斯托克頓的慈善社區提供食物和獎金，因此史托克頓的太平洋大學在2011年授予他年度社區服務獎。
2006年的世界少棒大賽，布萊登擔任開球嘉賓。布萊登曾在洛斯利歐斯社區學院打了兩年的棒球，因此該校在2015年10月代表美國河流學院給予布萊登傑出校友的殊榮。

## 外部連結
- 球員資訊和成績在MLB，ESPN，Baseball-Reference，Fangraphs（英文）
- 達拉斯·布萊登的X（前Twitter）

| 成就                     | 成就                              | 成就               |
| ------------------------ | --------------------------------- | ------------------ |
| 前任： 馬克·柏利         | 投出完全比賽的投手 2010年5月9日   | 繼任： 洛伊·哈勒戴 |
| 前任： 烏瓦爾多·希門尼斯 | 投出無安打比賽的投手 2010年5月9日 | 繼任： 洛伊·哈勒戴 |